# Batalla de Hummelshof
Batalla d'Hummelshof tingué lloc el 19 de juliol de 1702 (C.J.) prop de la petita ciutat d'Hummelshof a la Livònia Sueca (actualEstònia). Fou la segona victòria russa significativa en la Gran Guerra del Nord.

## Preludi
Durant la meitat de l'any posterior a la batalla d'Erastfer no hi hagué cap gran batalla entre russos i suecs. Al juliol l'exèrcit rus començà a avançar cap a Tartu. Els dos exèrcits es trobaren prop de la ciutat d'Hummelshof.

## Batalla
Al principi les tropes de Suècia guanyaren la batalla contra l'avantguarda russa i capturaren 5 o 6 cannons. Les forces principals russes arribaren al camp de batalla i atacaren als suecs. Les tropes de Suècia rebutjaren el primer atac rus, però els russos tornaren a atacar. La infanteria russa aconseguir encerclar les forces de Suècia. L'exèrcit de Suècia fou destruït completament.

## Seqüeles
Després d'aquesta batalla Boris Sheremetev marxà a través del sud de la Livònia Sueca, sense trobar cap resistència i saquejant el territori.